# Le Petit Fût
Pour les articles homonymes, voir Fût.
Le Petit Fût est une nouvelle réaliste de Guy de Maupassant, parue en 1884 et dédiée à Adolphe Tavernier. Elle a pour sujet principal la ruse qu'emploie un aubergiste pour hériter de la ferme d'une vieille dame.

## Historique
Le Petit Fût est une nouvelle d'abord parue dans Le Gaulois du 7 avril 1884, avant d'être reprise dans le recueil Les Sœurs Rondoli.

## Résumé
Maître Chicot, l'aubergiste d'Epreville, convoite la ferme de la mère Magloire, sa vieille voisine de soixante-treize ans. Comme elle refuse de la vendre, il parvient à la convaincre de lui céder son bien en viager, en échange de cinquante écus de cent sous par mois.
Après trois années, constatant que la vieille Magloire tarde à trépasser, maître Chicot décide d'aider la nature en convertissant la mère Magloire aux bienfaits de sa "fine" dont il lui offre généreusement un petit fût. Le traitement s'avère efficace. En effet, la mère d'un naturel sobre prend la mauvaise habitude de s'"ivrogner" toute seule. On la ramasse tantôt dans sa cuisine, tantôt dans les chemins des environs. 
L'hiver suivant, au grand bénéfice de maître Chicot, elle meurt, étant tombée soûle dans la neige.

## Situation d'énonciation
Le narrateur est extérieur à l'histoire dans ce texte ce qui peut être observé dès la première ligne où il décrit une des protagonistes à la troisième personne.

## Structure narrative et étude des rythmes
L'histoire dure plusieurs années, en effet le texte compte beaucoup d'ellipses comme "trois années s'écoulèrent".

## Thèmes et registres
Le thème principal de cette nouvelle est la cupidité, et son registre est surtout satirique.

### Le registre satirique
Dans cette nouvelle Maupassant fait la satire des Normands, il se moque du patois et de leurs mœurs avec des dialogues tels que: 
-"Eh bien! La mère, et c'te santé,toujours bonne?
-Pas trop mal et vous maît', Prosper?
-Eh! Eh! Quéques douleurs, sans ça, ce s'rait à satisfation."
Il se moque aussi de l'égoisme et la naiveté de la mère Magloire:
"Et Maître Chicot hérita de la ferme en déclarant:
-C'te manante, si elle s'était point boissonnée elle en avait bien pour dix ans de plus"

### La cupidité
Dans la nouvelle Maître Chicot n'a aucun scrupule à tuer la mère Magloire, telles sont ces paroles quand elle lui dit qu'elle se porte bien:
"Tu ne crèveras donc point carcasse!"
Il prémédite aussi ses actions, en la poussant vers la mort grâce au fût d'alcool.

## Éditions
- 1884 - Le Petit Fût, dans Le Gaulois
- 1884 - Le Petit Fût, dans le recueil Les Sœurs Rondoli
- 1979 - Le Petit Fût, dans Maupassant, Contes et Nouvelles, tome II, texte établi et annoté par Louis Forestier, éditions Gallimard, Bibliothèque de la Pléiade.

## Adaptation à la télévision
- 2008 : Le Petit Fût, épisode 4, saison 2 de la série télévisée française Chez Maupassant, réalisé par Claude Chabrol, avec Tsilla Chelton et François Berléand